# (3232) Brest
(3232) Brest ist ein Asteroid des äußeren Hauptgürtels, der von der sowjetischen Astronomin Ljudmila Tschernych am 19. September 1974 am Krim-Observatorium in Nautschnyj (IAU-Code 095) entdeckt wurde.
Unbestätigte Sichtungen des Asteroiden hatte es schon mehrere vorher gegeben: am 5. April 1946 (1946 GE) am Union-Observatorium in Johannesburg, am 5. März 1951 (1951 ER) und 4. November 1964 (1964 VN) am Goethe-Link-Observatorium in Indiana sowie im Oktober 1969 (1969 TS5) am Krim-Observatorium in Nautschnyj.
Der Asteroid gehört zur Eos-Familie, einer Gruppe von Asteroiden, welche typischerweise große Halbachsen von 2,95 bis 3,1 AE aufweisen, nach innen begrenzt von der Kirkwoodlücke der 7:3-Resonanz mit Jupiter, sowie Bahnneigungen zwischen 8° und 12°. Die Gruppe ist nach dem Asteroiden (221) Eos benannt. Es wird vermutet, dass die Familie vor mehr als einer Milliarde Jahren durch eine Kollision entstanden ist.
(3232) Brest wurde am 11. Juli 1987 nach der belarussischen Stadt Brest benannt.